# لورنس جونسون
لورنس جونسون (12 أغسطس 1936 - )  (بالإنجليزية: Laurence Johnson)‏ هو لاعب كريكت بريطاني.